# Tragedia de El Polvorín
La Tragedia de El Polvorín  o el Incendio de El Polvorín: fue un hecho acontecido en la Ciudad de Panamá,en la madrugada del 5 de mayo de 1914, cuando un devastador incendio y explosión destruyó por completo un edificio de mampostería llamado  El Polvorín que era utilizado como un depósito en donde se guardaba material explosivo y municiones de esa época, en la naciente República de Panamá. En los hechos registraron víctimas fatales y heridos en que la mayoría eran miembros del Benemérito Cuerpo de Bomberos de la República de Panamá.

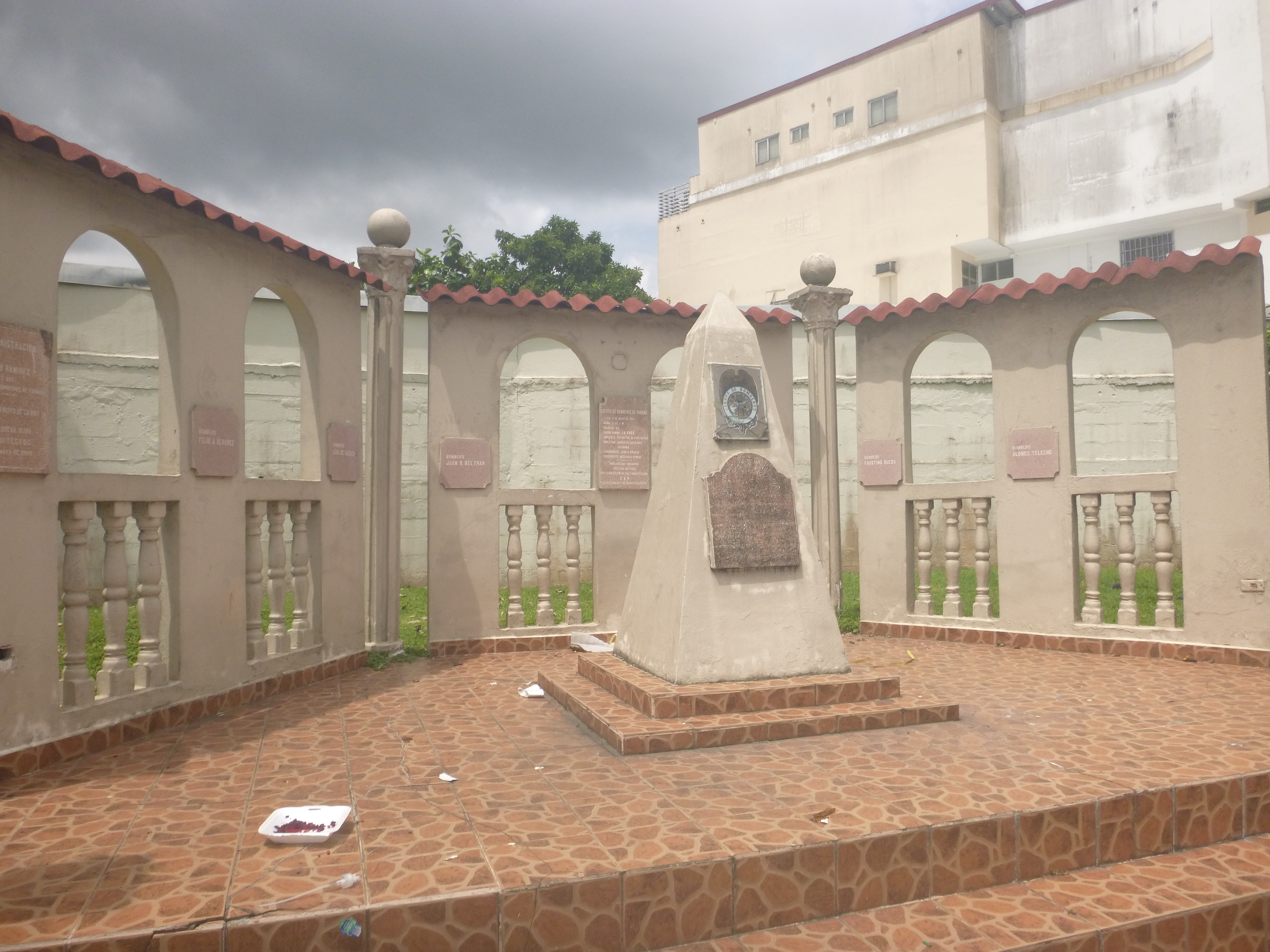
Monumento dedicado a los mártires de la Tragedia del El Polvorín

## Hechos
A la 2:55 de la madrugada del 5 de mayo de 1914, se activo la primera alarma en la cajilla 54 ubicada en San Miguel, la cual avisó al Cuartel de Bomberos de Calidonia, sobre el incendio, El Polvorín era un edificio de mampostería ubicado en la hoy Avenida Nacional cercano al Hospital Santa Fe donde se  almacenaba pólvora y otros explosivos de propiedad del gobierno panameño y algunas empresas particulares. El edificio era Propiedad del gobierno panameño en ese entonces bajo la administración del Presidente Belisario Porras.
A las 3:10 de la madrugada se dio la segunda alarma, cuando los Bomberos llegaron al lugar ya el incendio consumía prácticamente todo el edificio, y el techo ya estaba en llamas, conectaron las mangueras para iniciar la extinción del fuego cuando una gigantesca explosión cobró la vida de 6 bomberos Panameños y provocó que otros 10 miembros del Cuerpo de Bomberos de Panamá quedaran heridos. Ciudadanos y miembros de la Policía Nacional también sufrieron heridas. 
6 miembros de la Policía fallecieron en el incidente.

### Fallecidos
Los Bomberos Fallecidos fueron los siguientes 
1. Alonso Teleche
2. Juan Bautista Beltran
3. Félix Antonio Alvares
4. Luis de Bazach
5. Luis Buitrago
6. Faustino Rueda.

### Heridos
1. Comandante Darío Vallarino, quien pierde una pierna.
2. Mayor Florencio Arosemena Icaza
3. Capitán de la Guardia Permanente, Domingo Vásquez

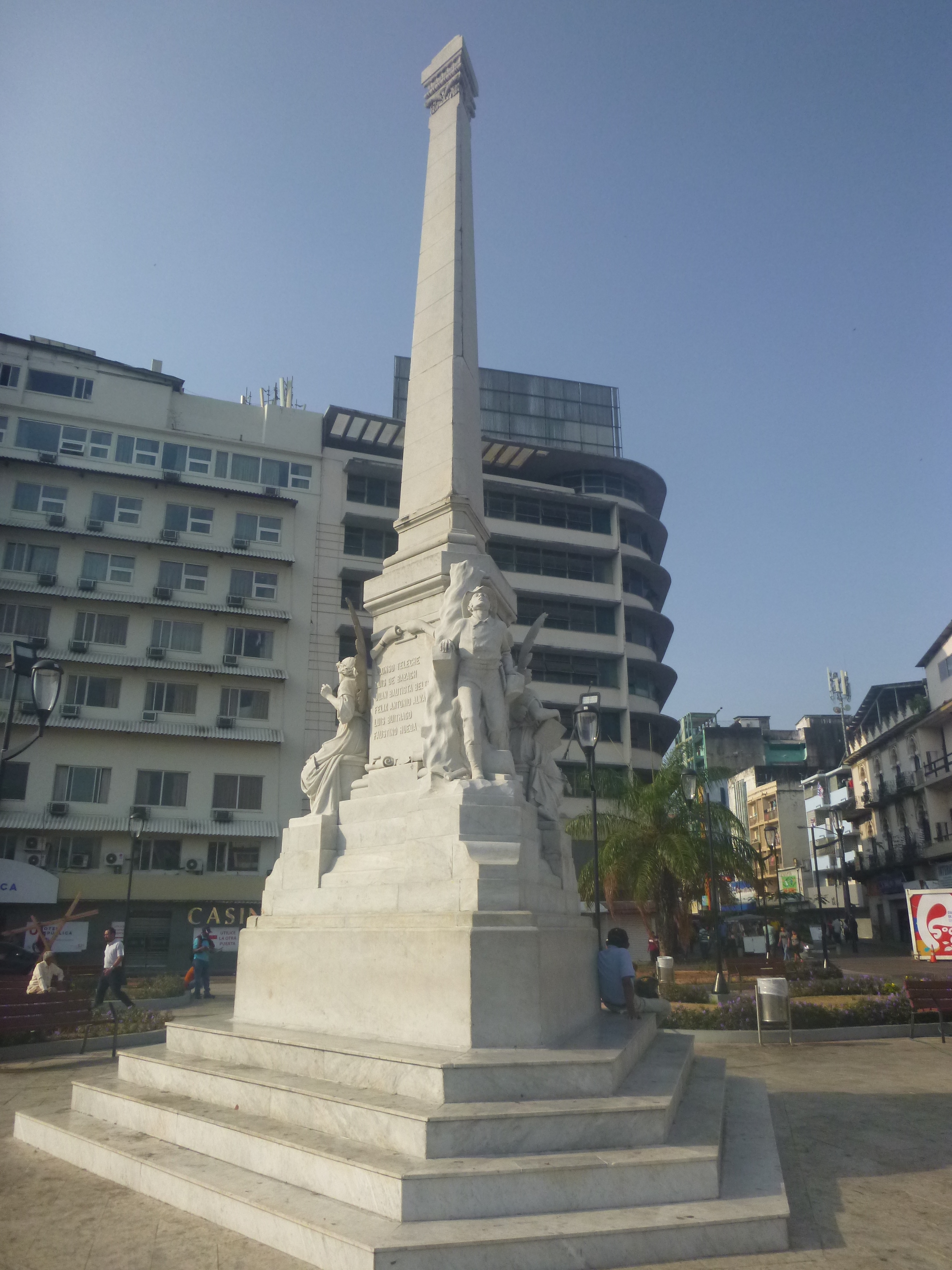
Monumento en la Plaza 5 de Mayo

4. Capitán Ernesto Arosemena
5. Sargento Zenón Ramírez Coco
6. Sargento Francisco Diez
7. Bombero José Thompson
8. Bombero Antonio Jiménez
9. Bombero Juan Antonio Porras
10. Bombero Sergio Pérez.

## Consecuencias
El 12 de abril de 1915 se aceptó construir un monumento en la Plaza 5 de Mayo en memoria de los Bomberos caídos en la tragedia del Polvorín, el monumento fue inaugurado el 5 de mayo de 1916, en el segundo aniversario de la tragedia por el Presidente Belisario Porras